# 鈴木恵理香
鈴木 恵理香（すずき えりか、1992年8月10日 - ）は、TBSラジオの社員。元サガテレビ・テレビ信州のアナウンサー。

## 経歴・人物
群馬県館林市出身。血液型O型。明治大学政治経済学部地域行政学科卒業。
2015年4月サガテレビに入社し、2018年3月をもって退社。
2018年4月からテレビ信州に入社し、2024年3月末をもって退社。
2024年4月からTBSラジオに入社し、営業の仕事をしている。
また、読売テレビアナウンサーの平松翔馬とは同じ生年月日にあたる。

## 過去の担当・出演番組
テレビ信州時代
- 報道ゲンバ Face（2018年4月 - 2019年3月）
- テレビ信州news every.（キャスター／2019年4月 - 2024年3月）
- ゆうがたGet!（ニュースキャスター／2021年3月29日 - 2024年3月）
- ふれあいテレビ信州（ナレーター）
- 信州に移住しちゃいました。（出演、プロデューサー）
- マイチャン。な日々（読売新聞連載）
- TSBニュース

その他
- とんねるずのみなさんのおかげでした（フジテレビ、2016年8月18日）※長野放送（テレビ信州と同じ在長局）アナウンサーの小宮山瑞季も出演。
- ネプリーグSP 林先生からの挑戦状!女子アナセンター試験（フジテレビ、2016年11月14日）
- ピンぼけの家族（NHK長野放送局・信州発地域ドラマ、2020年3月4日）
  - 2019年度から実施しているNHK長野放送局とテレビ信州との共同企画の一環で、同局アナウンサー（放送時点）の伊東陽司とともに出演[8]。